# 楠瀬正太郎
楠瀬 正太郎（くすのせ まさたろう、1915年3月 - 没年不明）は、日本の都市計画研究者。

## 経歴
高知県出身。旧制第一神戸中学校（現・兵庫県立神戸高等学校）から第三高等学校を経て1940年に東京帝国大学工学部卒業。1961年工学博士（東京大学）。 
建設省計画局、首都圏整備委員会事務局計画第一部第一調整官、新都市センター開発顧問、日本都市計画学会会長等を歴任し、戦災復興都市計画や筑波研究学園都市、多摩ニュータウンなどの計画に携わる。